# Erigeron untermanniorum
Erigeron untermanniorum là một loài thực vật có hoa trong họ Cúc. Loài này được S.L.Welsh mô tả khoa học đầu tiên năm 1983.